# Milo, Alberta
Milo är en ort i Kanada.   Den ligger i provinsen Alberta, i den södra delen av landet, 2 800 km väster om huvudstaden Ottawa. Milo ligger 891 meter över havet och antalet invånare är 122.
Terrängen runt Milo är platt. Runt Milo är det mycket glesbefolkat, med 2 invånare per kvadratkilometer.. Det finns inga andra samhällen i närheten.
Trakten runt Milo består till största delen av jordbruksmark.